# Metzner
Metzner ist ein deutscher Familienname.

## Namensträger
- Adam Josef Metzner (1905–1999), deutscher Buchbinder, Buchhändler, Herausgeber und Mundartdichter

- Adolph G. Metzner (1834–1918), deutschamerikanischer Pharmazeut, Offizier und Kriegsmaler im Sezessionskrieg
- Adolf Metzner (Leichtathlet) (1910–1978), deutscher Leichtathlet, Olympiateilnehmer und Journalist
- Adolf Metzner (Architekt) (1910–1981), deutscher Ingenieur und Architekt
- Alfred Metzner (1874–1930), deutscher Verleger
- Andreas Metzner (* 1954), deutscher Fußballspieler
- Anika Metzner (* 2001), deutsche Fußballspielerin
- Antonio Metzner (* 1996), deutscher Handballspieler
- Carl Metzner (1846–1909), deutscher Schornsteinfeger, Maurer, Politiker und Mitglied des Deutschen Reichstags
- Carl Metzner (Bildhauer) (1884–1965), deutscher Architekt und Bildhauer
- Carola Metzner-Nebelsick (* 1962), deutsche Prähistorikerin
- Emil Metzner (1914–1975), Schweizer Architekt
- Ernő Metzner (1892–1953), österreich-ungarischer Filmarchitekt und -regisseur
- Ernst Erich Metzner (* 1938), deutscher Germanist, Historiker und Skandinavist
- Erwin Metzner (1890–1969), deutscher Agrarfunktionär und SS-Oberführer
- Felix Metzner (* 1983), deutscher Theater- und Filmregisseur, Autor und Kameramann
- Franz Metzner (Bildhauer) (1870–1919), österreichischer Bildhauer
- Franz Metzner (Politiker) (1895–1970), deutscher Politiker (NSDAP)
- Helmut Metzner (Pflanzenphysiologe) (1925–1999), deutscher Pflanzenphysiologe
- Helmut Metzner (Politiker) (* 1968), deutscher Politiker (FDP)
- Hermann Metzner (1822–1877), deutscher Tuchmachermeister und Politiker
- Joachim Metzner (* 1943), deutscher Sprachwissenschaftler
- Julia Metzner (* 1974), deutsche Sportreporterin
- Karl Metzner (1927–2018), deutscher evangelischer Pfarrer, Widerstandskämpfer gegen das Naziregime
- Karl-Heinz Metzner (1923–1994), deutscher Fußballspieler
- Kerstin Metzner (* 1961), deutsche Ingenieurin und Politikerin
- Kurt Metzner (1895–1962), deutscher Verleger und Kulturpolitiker
- Léon Metzner (1856–1911), Schweizer Fotograf
- Margarete Metzner (1899–1968), deutsche Eiskunstläuferin
- Mathias Metzner (* 1964), deutscher Verwaltungs- und Verfassungsrichter
- Max Metzner (1888–1968), deutscher Wirtschaftswissenschaftler und Verbandsfunktionär
- Olivier Metzner (1949–2013), französischer Rechtsanwalt
- Paul Metzner (Eiskunstläufer) (1894–1965), deutscher Eiskunstläufer
- Paul Metzner (Botaniker) (1893–1968), deutscher Botaniker
- Rainer Metzner (* 1964), deutscher evangelischer Theologe
- Ralph Metzner (1936–2019), US-amerikanischer Psychologe
- Richard Metzner (* 1934), deutscher Jurist und Richter
- Rudolf Metzner (Mediziner) (1858–1935), deutscher Physiologe und Hochschullehrer
- Rudolf Metzner (Politiker) (1914–nach 1945), deutscher Politiker (NSDAP)
- Susanne Metzner (* 1958), deutsche Musiktherapeutin und Hochschullehrerin
- Theodor Metzner (1830–1902), deutscher Politiker
- Ulrich Metzner (* 1948), deutscher Organist, Pianist und Dirigent
- Walter Metzner (* 1961), deutscher Physiker
- Wolfgang Metzner (Verleger) (1909–1992), deutscher Verleger in Berlin und Frankfurt am Main
- Wolfgang Metzner (Journalist) (* 1947), deutscher Journalist und Autor
- Wolfgang Metzner (Pädagoge) (* 1968), Pädagoge und Dritter Bürgermeister in Bamberg